# Julius von Rekowski
Friedrich Wilhelm Julius von Rekowski (* 10. März 1804 in Erfurt; † 21. Dezember 1869 ebenda) war ein preußischer Generalmajor und Kommandant von Saarlouis.

## Leben

### Herkunft
Julius war der Sohn des preußischen Majors Peter von Rekowski (1763–1819), Mitglied der Linie Gynz-Rekowski des hinterpommerschen Adelsgeschlechts Wrycz, und dessen Ehefrau Dorothea, geborene Conradi (1773–1842).

### Militärlaufbahn
Rekowski trat am 22. Januar 1821 als Musketier in das 37. Infanterie-Regiment der Preußischen Armee ein und avancierte bis Ende September 1824 zum Sekondeleutnant. 1828/29 fungierte er als Bataillons- und anschließend als Regimentsadjutant. Bis April 1843 stieg Rekowski zum Hauptmann und Kompaniechef auf. Mit seiner Beförderung zum Major folgte am 23. Januar 1851 die Versetzung in das 25. Infanterie-Regiment. Von Mitte Juni 1851 bis Mitte November 1852 war er als Kommandeur des 8. kombinierten Reserve-Bataillons kommandiert und wurde anschließend Kommandeur des II. Bataillons. Am 27. Januar 1855 versetzte man ihn als Kommandeur des II. Bataillons im 30. Landwehr-Regiment nach Saarlouis und beförderte Rekowski Mitte Oktober 1856 zum Oberstleutnant. Für die Dauer des mobilen Verhältnisses anlässlich des Sardinischen Krieges war er 1859 Kommandeur des 25. Landwehr-Regiments. Unter Beförderung zum Oberst wurde Rekowski am 3. Mai 1860 à la suite des 25. Infanterie-Regiments gestellt und zum Kommandanten von Saarlouis ernannt. In dieser Stellung erhielt er am 25. Juni 1864 den Charakter als Generalmajor. Am 4. April 1865 wurde Rekowski unter Verleihung des Roten Adlerordens II. Klasse mit Eichenlaub mit Pension zur Disposition gestellt.

### Familie
Rekowski verheiratete sich am 4. Mai 1839 in Luxemburg mit Emma Trützschler von Falkenstein (1812–1893), Tochter des preußischen Generalleutnants Karl Trützschler von Falkenstein. Die Ehe blieb kinderlos.